# Elitní policajtka
Elitní policajtka (v originále Raid dingue) je francouzsko-belgický hraný film z roku 2017, který režíroval Dany Boon podle vlastního scénáře. Snímek měl světovou premiéru na festivalu filmových komedií v Alpe d'Huez dne 17. ledna 2017.

## Děj
Johanna Pasquali je mladá žena, která má v životě jen jeden sen: stát se členkou RAID, k velkému zoufalství její rodiny. Doposud pracovala jako policistka na komisařství a pokusila se už zapsat k RAID, ale neuspěla, k velké (skryté) spokojenosti svého poněkud nevýrazného snoubence, budoucí tchyně (manželky evropského lídra v oblasti pneumatik) a vlastního otce Jacquese Pasqualiho, ministra vnitra. Je totiž i přes svůj odvážný a nebojácný charakter velmi neohrabaná a nešikovná.
Jacques Pasquali se rozhodne, že ji navzdory všemu nechá vstoupit do RAID jako stážistku pro budoucí rekruty, ale stanoví podmínku, která musí zůstat tajná. Jeho dcera musí být z práce znechucená, aby se už k RAID nechtěla přidat. Johanna a muži ve skupině stážistů jsou pod dohledem Eugèna Froissarda, mlčenlivého misogyna a uzavřeného muže, který prochází obdobím smůly od doby, kdy ho opustila žena kvůli jeho bratrovi.
Froissard má problém se ženou v RAID. Zkouší všemožně najít záminku, aby Johannu donutil odejít. Bohužel pro něj i pro Jacquese Pasqualiho se Johanna nakonec stane jednou z nových posil. Eugène ale bude muset odložit stranou své machistické vystupování, aby zastavil sérii útoků, které nebezpečně ohrožují prezidenta republiky, jeho ministry a další politiky ve východní Evropě.

## Obsazení
| Alice Pol            | Johanna Pasquali           |
| Dany Boon            | Eugène Froissard           |
| Michel Blanc         | Jacques Pasquali           |
| Yvan Attal           | Viktor                     |
| François Levantal    | Patrick Legrand            |
| Florent Peyre        | Olivier Lopez              |
| Patrick Mille        | Édouard Dubarry            |
| Sabine Azéma         | Marie-Caroline Dubarry     |
| Alain Doutey         | Bernard Dubarry            |
| Anne Marivin         | Isabelle                   |
| Urbain Cancelier     | Philippe Jancovic          |
| Arben Bajraktaraj    | Drago Vladic               |
| François Vincentelli | Eric Scherz                |
| Akim Omiri           | Yanis Brahimi              |
| Gil Alma             | Greg Martel                |
| Robert Paturel       | Aimé                       |
| Jean-François Cayrey | komisař                    |
| Audrey Looten        | prodavačka                 |
| Guy Amram            | člen prezidentské ochranky |
| François Bureloup    | majitel kavárny            |

## Ocenění
- César: nominace na César du public (Dany Boon)